# 阿部正雄
阿部 正雄（あべ まさお、1915年2月9日 - 2006年9月10日）は、日本の禅哲学者、奈良教育大学名誉教授。禅と西洋哲学との比較研究、またキリスト教徒やユダヤ教徒との宗教間対話に力を注いたことから、西洋の学界、宗教界で著名である。
大阪市立大学卒業、1942年に京都帝国大学で西洋哲学を研究する。1952年奈良学芸大学助教授、奈良教育大学教授、1980年定年退官、ハワイ大学禅文化研究所に勤務。1985年「禅と西洋思想」で京都大学文学博士。
1950年代から、ニューヨークにあるユニオン神学校で、20世紀を代表する神学者であるラインホルド・ニーバーやパウル・ティリッヒに師事し、キリスト教神学を学んだ。また同時期、ニューヨークのコロンビア大学では、鈴木大拙と交流した。
1988年、勲三等旭日中綬章を受章。2006年9月10日、心不全のため死去。

## 著書
- 根源からの出発 法蔵館 1996.2
- カントにおける「批判」と「形而上学」 カント哲学入門 晃洋書房 1998.12
- 非仏非魔 ニヒリズムと悪魔の問題 法藏館 2000.8
- 虚偽と虚無 宗教的自覚におけるニヒリズムの問題 法藏館 2000.1

## 共著・翻訳
- バルトとニーバーの論争 信仰と人間の無秩序 有賀鉄太郎共訳 弘文堂 1951 (アテネ文庫)
- 仏教とキリスト教 滝沢克己との対話を求めて 八木誠一共編 秋月龍珉,本多正昭共著 三一書房 1981.12